# 周世昭
周世昭（1501年—?），原名周纂，字景服，號一陽，廣東琼山东洋（今海南新坡文山村）人，明朝政治人物、进士出身。

## 生平
嘉靖元年（1522年）壬午科廣東鄉試第十一名舉人。嘉靖十四年（1535年）中式乙未科會試第一百一名，登第二甲第七十七名進士。授户部主事、员外郎。

## 家族
曾祖周鼎，曾任壽官；祖父周厚，曾任壽官；父周仲良，曾任貢士。母黃氏；繼母莫氏。慈侍下。弟世述。